# Соломон, Гарольд
Гарольд Соломон (англ. Harold Solomon; р. 17 сентября 1952, Вашингтон) — американский профессиональный теннисист и теннисный тренер.
- Победитель 23 турниров Гран-при и WCT в одиночном и парном разряде
- Финалист Открытого чемпионата Франции 1976 года в одиночном разряде
- Участник трёх чемпионских сезонов сборной США в Кубке Дэвиса (1972, 1973, 1978; при этом ни разу не участвовал в финальном матче)
- Председатель Ассоциации теннисистов-профессионалов с 1980 по 1983 год
- Тренер Мэри-Джо Фернандес и Дженнифер Каприати
- Член Международного еврейского спортивного зала славы с 2004 года[1]

## Игровая карьера
Гарольд Соломон начал играть в теннис в пять лет и подростком вошёл в число сильнейших американских теннисистов-юниоров. Он занимал второе место в стране в возрастных категориях до 14, 16 и 18 лет, а также выиграл чемпионат США на грунтовых кортах среди юношей (до 18 лет). Во время учёбы в университете Райса, где он изучал политологию, Соломон входил в символическую любительскую сборную США, а с 1972 года, по окончании второго года учёбы, выступал уже в статусе профессионала. Уже в этот год он дошёл до четвертьфинала Открытого чемпионата Франции, обыграв по пути посеянного двенадцатым Джимми Коннорса, а затем Гильермо Виласа и проиграв в итоге четвёртому номеру посева Мануэлю Орантесу. Он был также впервые приглашён в сборную США на игры Кубка Дэвиса и принё команде четыре очка в пяти встречах с соперниками из Мексики, Чили и Испании, проиграв лишь одну встречу против Андреса Химено в межзональном полуфинале. В финальном матче с командой Румынии, который американцы выиграли со счётом 3:2, он, однако, не участвовал. В следующем году он снова сыграл за команду США против мексиканцев и снова принёс команде два очка в общей победе со счётом 4:1, но дальнейший путь к очередному Кубку Дэвиса команда опять проделала без него.
Свой первый титул в турнирах профессиональных теннисных туров Соломон завоевал в турнире WCT в Вашингтоне в 1974 году. За этот год он дошёл также до полуфинала Открытого чемпионата Франции (после победы над посеянным третьим Илие Настасе) и до финала двух других турниров, получив по итогам сезона право участвовать в завершающем турнире Мастерс среди сильнейших игроков мира. Там он, однако, проиграл все три своих встречи — Настасе, Орантесу и мексиканцу Раулю Рамиресу.
С 1975 года Соломон уже побеждал в профессиональных турнирах регулярно. За этот год он выиграл четыре турнира, за 1976 год пять и за 1977 год — три. За это время он также пять раз проигрывал в финалах турниров — в том числе в 1976 году в финале Открытого чемпионата Франции. На этом турнире он входил в третий эшелон посева (с 5-го по 8-й номера) и победил в четвертьфинале Гильермо Виласа, посеянного вторым, а в полуфинале — Рамиреса, входившего в ту же группу посева, что и он сам. В финале его обыграл ещё один соперник из этой же группы — итальянец Адриано Панатта, до этого одолевший посеянного первым Бьорна Борга. По итогам 1975 и 1976 годов Соломон принимал участие в итоговых турнирах обоих профессиональных туров — Мастерс и Итоговом турнире WCT (лучшие результаты — полуфиналы на обоих турнирах 1976 года). В 1977 году он также дошёл до полуфинала Открытого чемпионата США, где обыграл посеянных под 8-м и 10-м номерами Витаса Герулайтиса и Дика Стоктона перед тем, как уступить четвёртому номеру рейтинга Виласу, а сразу после этого выиграл Турнир чемпионов WCT в Лейкуэе (Техас), одолев в финале Кена Розуолла.
В достаточно скромном с точки зрения индивидуальных успехов 1978 году Соломон выиграл только два турнира и ещё трижды проиграл в финалах. В Кубке Дэвиса он вернулся в сборную после четырёхлетнего перерыва и внёс свой вклад в победы над командами ЮАР и Чили, однако дальше американцы снова играли без него, повторив результат 1972 и 1973 годов. Следующие два года снова оказались успешными на индивидуальном уровне: за это время Соломон 12 раз играл в финалах профессиональных турниров и выиграл семь из них, два года подряд пробиваясь в турнир Мастерс в конце сезона. В 1980 году он также снова дошёл до полуфинала Открытого чемпионата Франции (проиграв там будущему чемпиону Боргу) и в начале сентября достиг высшей в карьере пятой позиции в рейтинге АТР. Этот год в карьере Соломона был ознаменован ещё двумя событиями: он был избран председателем Ассоциации теннисистов-профессионалов (пост, который он занимал до 1983 года) и назван в числе десяти самых сексапильных мужчин читательницами журнала Playgirl.
Хотя после 1980 года Гарольд Соломон уже не побеждал в турнирах Гран-при, он продолжал выступать до 1986 года, в том числе до 1982 года оставаясь постоянным игроком сборной США в Кубке Наций — втором по престижности после Кубка Дэвиса турнире мужских теннисных сборных. Он завершил карьеру, имея в своём активе более 500 выигранных матчей в турнирах Открытых чемпионатов Франции и США, Гран-при и WCT, включая победы практически над всеми лидерами мирового тенниса (в том числе положительный баланс с первой ракеткой мира Джоном Ньюкомбом). Исключение составляет Бьорн Борг, с которым Соломон имел баланс встреч 0:15. В парном разряде Соломон выступал с Эдди Диббсом. Вместе они получили прозвище «Близнецы-баранки» (англ. The Bagel Twins) и трижды пробивались в финалы турниров Гран-при, завоевав один титул.

## Стиль игры
Гарольд Соломон предпочитал игру с задней линии и долгие розыгрыши мяча — тактику, приносившую успех в первую очередь на грунтовых кортах. У соперников, раздражаемых его упорством, методичностью и бесконечными «свечами», не дававшими им реализовать выходы к сетке, он получил прозвище «живая стенка». Современник Соломона Эрик ван Диллен заметил однажды: 

Когда вы играли с Гарольдом, стоило брать на корт обед и ужин, ведь вы там могли провести весь день.Оригинальный текст (англ.)When you played Harold, you'd better bring your lunch and dinner - you might be out there all day.
Сам Соломон осознавал, что его манера игры кажется скучной, но возражал критикам:

Наверное, не слишком захватывающе наблюдать за тем, как восемь миллионов мячей перепасовываются туда и обратно, но разве более занимательно видеть, как Борис Беккер и Иван Лендл подают друг против друга по 40 эйсов?Оригинальный текст (англ.)I guess it's not so exciting to see eight million balls hit back and forth, but I wonder, is it any more exciting to see Boris Becker and Ivan Lendl each hitting 40 aces?
В 1984 году он намеревался закончить карьеру, но увидел, как его сестра Шелли — игрок женского профессионального тура — выступает с новой ракеткой с увеличенной площадью, взял новую ракетку на вооружение и продолжал выступать ещё два года.

## Участие в финалах турниров Большого шлема за карьеру (1)
Поражение (1)
| Год  | Турнир                     | Покрытие | Соперник в финале | Счёт в финале      |
| ---- | -------------------------- | -------- | ----------------- | ------------------ |
| 1976 | Открытый чемпионат Франции | Грунт    | Адриано Панатта   | 1-6, 4-6, 6-4, 6-7 |

## Титулы за карьеру

### Одиночный разряд (22)
| №   | Дата        | Турнир                              | Покрытие | Соперник в финале  | Счёт в финале           |
| --- | ----------- | ----------------------------------- | -------- | ------------------ | ----------------------- |
| 1.  | 23 июл 1974 | Washington Star International, США  | Грунт    | Гильермо Вилас     | 1-6, 6-3, 6-4           |
| 2.  | 10 фев 1975 | Торонто, Канада                     | Ковёр    | Стэн Смит          | 6-4, 6-1                |
| 3.  | 17 мар 1975 | Мемфис, США                         | Ковёр    | Иржи Гржебец       | 2-6, 6-1, 6-4           |
| 4.  | 26 окт 1975 | Перт, Австралия                     | Хард     | Сэнди Майер        | 6-2, 7-6, 7-5           |
| 5.  | 17 ноя 1975 | Йоханнесбург, ЮАР                   | Хард     | Брайан Готтфрид    | 6-3, 6-2, 5-7, 6-2      |
| 6.  | 15 мар 1976 | Washington WCT, США                 | Ковёр    | Онни Парун         | 6-3, 6-1                |
| 7.  | 6 апр 1976  | Хьюстон, США                        | Грунт    | Кен Розуолл        | 6-4, 1-6, 6-1           |
| 8.  | 2 авг 1976  | Луисвилл, США                       | Грунт    | Войтек Фибак       | 6-2, 7-5                |
| 9.  | 4 окт 1976  | Мауи, Гавайи, США                   | Хард     | Боб Лутц           | 6-3, 5-7, 7-5           |
| 10. | 23 ноя 1976 | Йоханнесбург (2)                    | Хард     | Брайан Готтфрид    | 6-2, 6-7, 6-3, 6-4      |
| 11. | 6 июн 1977  | Брюссель, Бельгия                   | Грунт    | Карл Майлер        | 7-5, 3-6, 2-6, 6-3, 6-4 |
| 12. | 11 июл 1977 | Цинциннати, США                     | Грунт    | Марк Кокс          | 6-2, 6-3                |
| 13. | 17 сен 1977 | Лейкуэй, Техас, США                 | Хард (i) | Кен Розуолл        | 6-5, 6-2, 2-6, 6-0, 6-3 |
| 14. | 24 апр 1978 | Лас-Вегас, США                      | Хард     | Коррадо Барадзутти | 6-1, 3-0, отказ         |
| 15. | 30 июл 1978 | Луисвилл (2)                        | Грунт    | Джон Александер    | 6-2, 6-2                |
| 16. | 15 янв 1979 | Балтимор, США                       | Ковёр    | Марти Риссен       | 7-5, 6-4                |
| 17. | 29 июл 1979 | Норт-Конвей, Нью-Гэмпшир, США       | Грунт    | Хосе Игерас        | 5-7, 6-4, 7-6           |
| 18. | 29 окт 1979 | Открытый чемпионат Парижа, Франция  | Хард (i) | Коррадо Барадзутти | 6-3, 2-6, 6-3, 6-4      |
| 19. | 14 янв 1980 | Балтимор (2)                        | Ковёр    | Тим Галликсон      | 7-6, 6-0                |
| 20. | 12 мая 1980 | Открытый Гран-при Германии, Гамбург | Грунт    | Гильермо Вилас     | 6-7, 6-2, 6-4, 2-6, 6-3 |
| 21. | 18 авг 1980 | Цинциннати (2)                      | Хард     | Франсиско Гонсалес | 7-6, 6-3                |
| 22. | 6 окт 1980  | Тель-Авив, Израиль                  | Хард     | Шломо Гликштейн    | 6-2, 6-3                |

### Парный разряд (1)
| Дата        | Турнир              | Покрытие | Партнёр    | Соперники в финале        | Счёт в финале |
| ----------- | ------------------- | -------- | ---------- | ------------------------- | ------------- |
| 15 мар 1976 | Washington WCT, США | Ковёр    | Эдди Диббс | Клифф Драйсдейл Марк Кокс | 6-4, 7-5      |

## Дальнейшая карьера
По завершении игровой карьеры Гарольд Соломон занял пост вице-президента по кадрам в семейной фирме Diversified Services. Он также входил в совет директоров благотворительной организации End World Hunger и был активным членом других организаций, целью которых является борьба с голодом (в том числе Hunger Project, где активистами были и другие члены его семьи).
В начале 1990-х годов Соломон начал тренерскую карьеру. В течение пяти лет он тренировал одну из ведущих американских теннисисток Мэри-Джо Фернандес. Под руководством Соломона Фернандес закрепилась в женской теннисной элите, и именно к нему обратилась за помощью в конце 90-х годов Дженнифер Каприати, возвращавшаяся на корт после долгого кризиса. В 1999 году под его наставничеством она выиграла первый за долгое время турнир, а на следующий год дошла до полуфинала Открытого чемпионата Австралии, что стало её первым подобным успехом за девять лет. После расставания с Каприати Соломон принял в мае 2002 года предложение поработать с Анной Курниковой, которая также пыталась найти свою игру после кризиса. С Соломоном она в сентябре 2002 года дошла до финала турнира WTA в одиночном разряде — четвёртого и последнего в своей карьере.
Среди других подопечных Соломона — Моника Селеш и Джим Курье. Он некоторое время работал с Даниэлой Гантуховой и Шахар Пеэр. Среди воспитанников Теннисного института Гарольда Соломона — Лора Гранвилл, Кристина Макхейл, россиянки Елена Лиховцева и Вера Душевина.
Гарольд Соломон женат. От жены Джен, также активистки общественных движений, у него двое детей — дочь Рейчел и сын Джесси.